# Escut d'Avinyonet de Puigventós
L'escut d'Avinyonet de Puigventós representa un sarment i gotim de raïm com a senyal parlant del nom d'Avinyonet, encara que prové del diminutiu de la ciutat provençal d'Avinyó d'origen antroponímic; i la creu de l'Orde Sobirana i Militar de Malta, ja que Avinyonet de Puigventós fou el centre d'una comanda de l'orde original de Sant Joan de Jerusalem l'any 1257 amb un castell del que només se'n conserven vestigis.

## Escut heràldic
L'escut oficial té el següent blasonament:
«Escut caironat: d'argent, un sarment de vinya pampolat de sinople i fruitat d'un raïm de porpra; el peu de gules, una creu plena d'argent. Per timbre una corona mural de poble.»
Va ser aprovat el 5 de juliol de 1984 i fou publicat al DOGC número 460 de 10 d'agost del mateix any.

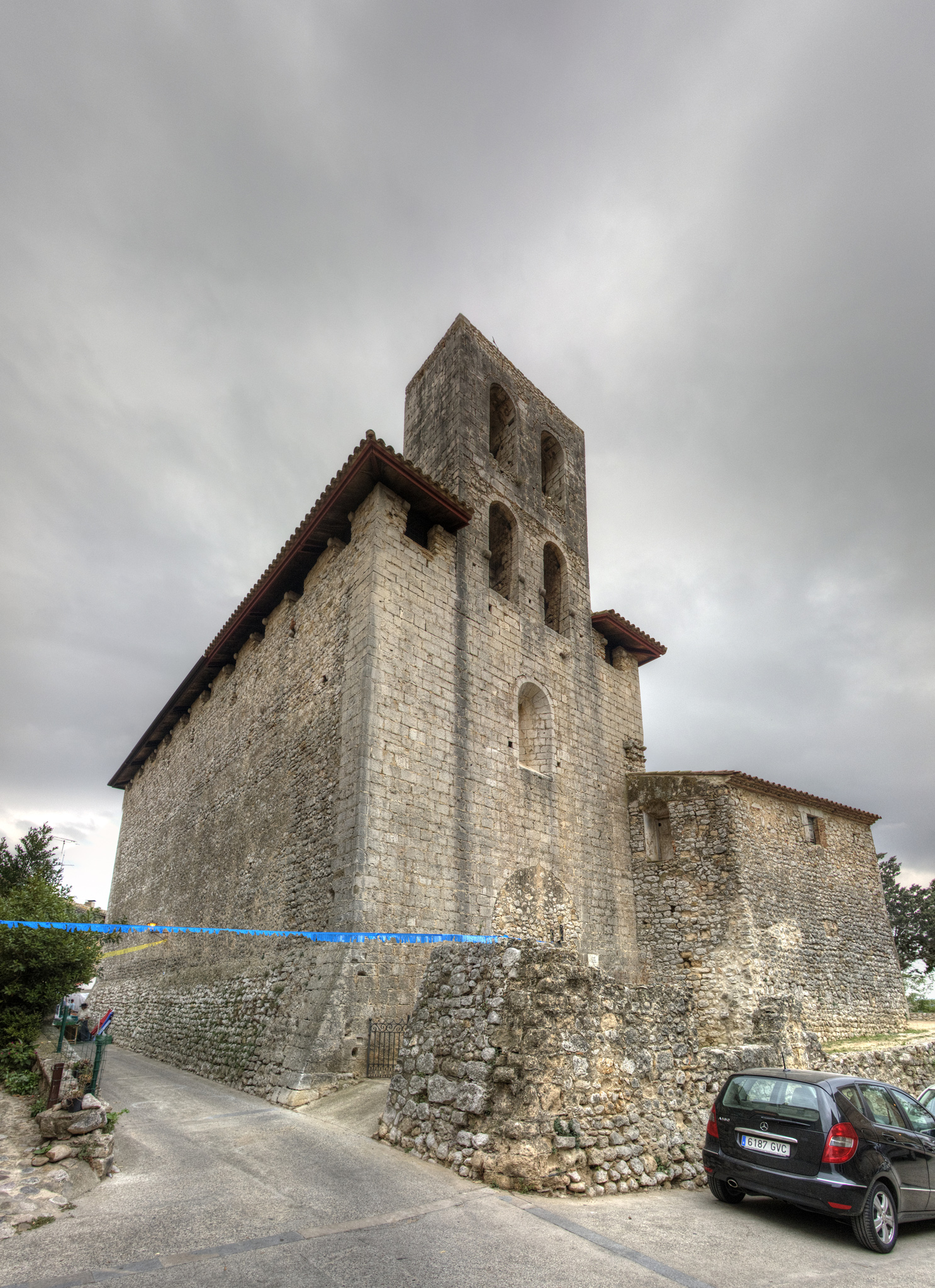
Vestigis de la Comanda Hospitalera al costat de l'església
Escut de l'Orde Sobirana i Militar de Malta
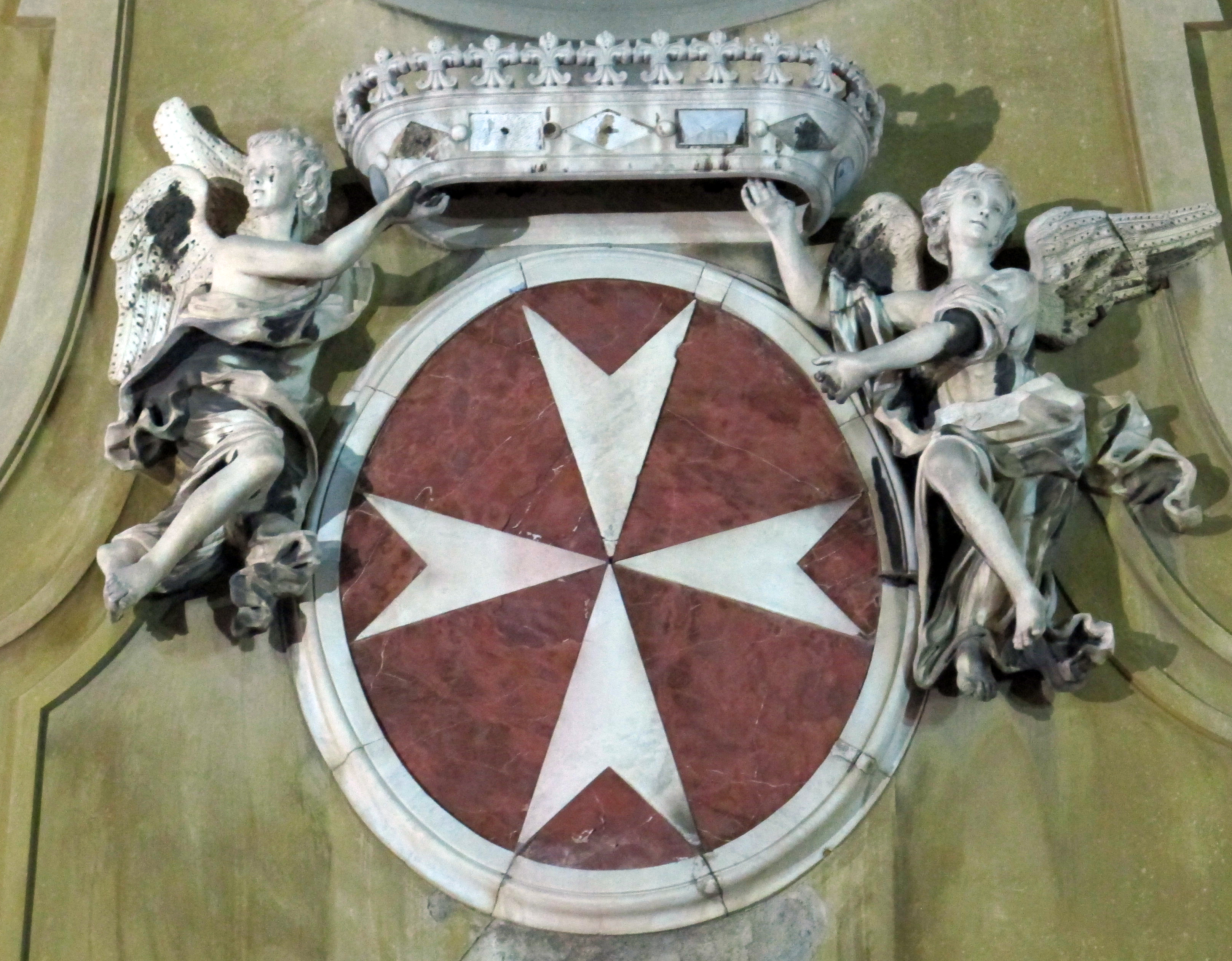
Escut amb la creu de Malta de vuit puntes

## Bandera d'Avinyonet de Puigventós
La bandera oficial d'Avinyonet de Puigventós incorpora els colors de l'escut i reprodueix els símbols heràldics, amb un disseny estilitzat del gotim de raïm i substituint la creu de l'Orde Sobirana i Militar de Malta per la creu de Malta de l'Orde de Sant Joan de Jerusalem. Té la següent descripció:
«Bandera apaïsada, de proporcions dos d'alt per tres de llarg, bicolor horitzontal blanc i vermell, amb deu discos porpra juxtaposats en quatre rengles horitzontals de dalt a baix 4, 3, 2, 1, tot el conjunt situat a 1/10 de la vora superior, a 1/15 de la de l'asta i a 1/10 de la línia divisòria de les dues meitats horitzontals del drap, i amb una creu de Malta blanca, posada a 1/10 de l'esmentada línia divisòria, a la mateixa distància de la vora inferior i a 1/15 de la de l'asta.»
Va ser aprovada el 13 de novembre de 2008 i publicada en el DOGC número 5268 de 28 de novembre del mateix any.